# مارتن جارفيس
مارتن جارفيس (بالإنجليزية: Martin Jarvis)‏ هو موزع أسترالي، ولد في 17 سبتمبر 1951.